# Code des postes et des communications électroniques
Le code des postes et des communications électroniques (CPCE) est un code juridique qui regroupe, en droit français, des dispositions législatives et réglementaires relatives au service postal et aux communications électroniques. Il a été créé en 1952.

## Portée
Le code des postes et des communications électroniques comporte 3 livres :
- Livre I : le service postal
- Livre II : les communications électroniques
- Livre III : dispositions communes et finales

### Le service postal: monopole puis service universel
Le premier article, L.1, et suivants, définissent le service universel postal et ses obligations.
Lors de la création du code en 1952, le premier article introduisait le chapitre du « monopole postal », dont il était le premier article. Jusqu'en 1999, il était « interdit à tout entrepreneur de transports, ainsi qu'à toute personne étrangère à La Poste, de s'immiscer dans ce transport ».
En 1999 apparaît la notion de « service universel postal », ainsi que des limitations du poids des lettres à 2 kg et 20 kg pour les colis.
En 2005 la mention du « monopole » disparaît.

### Les communications électroniques
Tout comme pour le service postal, les communications électroniques faisaient l'objet d'un monopole mentionné en 1962 lors de la création du code (article L.32 du code des postes et communications électroniques), terme ensuite remplacé par « service public ».
Au fur et à mesure des années, le détail de la portée du terme « communications électroniques » s'est considérablement accrue, pour arriver à 18 chapitres.
Les articles L.35-1 et suivants mentionnent la téléphonie mobile et l'accès à internet.
L'article L.45 définit l'organisme qui gère les noms de domaine français.
L'article L33-1 définit le régime déclaratif régissant « l'établissement et l'exploitation des réseaux ouverts au public et la fourniture au public de services de communications électroniques ». Il s'agit souvent d'un passage obligé pour toute entreprise souhaitant acquérir le statut d'opérateur de télécommunications, désormais accessible par simple déclaration auprès de l'ARCEP,.

## Anciens noms
- Code des postes, télégraphes et téléphones jusqu'en 1962[6].
- Code des postes et télécommunications jusqu'en 2004[7].